# محطة بيركلي للطاقة النووية
محطة بيركلي للطاقة النووية (بالإنجليزية:Berkeley nuclear power station) هي محطة كهرباء تعمل بنظام مفاعل ماجنوكس مهجورة تقع على الضفة الشرقية لنهر سيفرن في غلوسترشير، إنجلترا بمساحة تبلغ 27 هكتارا، ذات موقع اهتمام علمي خاص.

## الإنشاء
بدأ بناء محطة الطاقة واللتي تم تنفيذها بتحالف مكون من شركة الصناعات الكهربائية المرتبطة وجون طومسون في عام 1956  كان لديها مفاعلان ماجنوكس ينتجان ما مجموعه 334 ميغاواط- ما يكفي من الكهرباء في يوم نموذجي لخدمة منطقة حضرية بحجم برستل. تم تزويد المفاعلات بواسطة مجموعة الطاقة النووية (TNPG) والتوربينات بواسطة شركة الصناعات الكهربائية المرتبطة. بدأ توليد الكهرباء في عام 1962 واستمر لمدة 27 عامًا حتى عام 1989.

## إيقاف التشغيل
تم إيقاف تشغيل المفاعل الأول 2 أكتوبر 1988 ، ثم المفاعل الثاني 1 مارس 1989. كانت بيركلي أول محطة تجارية للطاقة النووية في المملكة المتحدة يتم إيقاف تشغيلها بعد إغلاقها في عام 1989. وحتى الآن، تضمنت عملية وقف التشغيل إزالة كل الوقود النووي من الموقع بين عامي 1989 حتى 1992 ، وهدم المباني مثل: قاعة التوربينات في عام 1995 وبرك التبريد في عام 2001. ستكون الخطوة التالية لإيقاف التشغيل هي مرحلة الرعاية والصيانة لهياكل المفاعل النووي، والمقرر أن تبدأ في عام 2026 ، إلى أن يعني التحلل الإشعاعي أنه يمكن هدمها وتطهير الموقع بالكامل بين عامي عقد 2070 وعقد 2080.
في مارس 2012 ، تم نقل خمسة غلايات (تزن الواحدة 310 طن) من المحطة إلى السويد لإزالة التلوث وإعادة التدوير.
في ديسمبر 2013 ، اختارت هيئة وقف تشغيل الأسلحة النووية بيركلي كمخزن مؤقت مفضّل للنفايات المتوسطة المستوى من محطة أولدبري للطاقة النووية التي أوقفت تشغيلها. بدأ العمل بهذا في عام 2014 
بيركلي هي واحدة من أربع محطات للطاقة النووية تقع بالقرب من مصب نهر سيفيرن وقناة بريستل ، والمحطات الأخرى هي أولدبوري، وهينكلي بوينت أ وهينكلي بوينت ب.

## مختبرات بيركلي النووية
إلى الجنوب من محطة الطاقة كانت مختبرات بيركلي النووية، أحد المراكز الرئيسية الثلاثة في المملكة المتحدة لأبحاث صناعة الطاقة النووية. في ذروته، عمل حوالي 750 موظفًا في المعامل، بما في ذلك 200 من العلماء والمهندسين.

## حديقة غلوسترشير للعلوم والتكنولوجيا
في عام 2006، كان من المقرر هدم المختبرات والمستودعات والمكاتب وورش العمل بجوار محطة الطاقة النووية اللتي لم تعد هناك حاجة لإستخدامها، والمملوكة حاليا من قبل سلطة تفكيك الطاقة النووية الملكية، (Nuclear Decommissioning Authority) (NDA) ،وقد تم هدم بعض المنشآت، وظل البعض منها قيد الاستخدام، تعد حديقة غلوسترشير للعلوم والتكنولوجيا اليوم مؤسسة تعليمية فريدة من نوعها، تقع بجانب نهر سيفرن ،تم بناؤها بجانب قاعة هندسية قديمة كانت في الماضي تخدم الصناعة النووية في البلاد بأكملها، ويعتبر أول برنامج لوقف تشغيل الطاقة النووية في المملكة المتحدة ينجح في إعادة استخدام موقع مهجور للإستخدام الكامل لخدمة المجتمع، مع إعادة تكييف المباني القائمة لتكون مرافق تدريب حديثة، وتحتوي الورش على المخارط الحديثة وآلات الطحن والمعدات اللتي يتم التحكم فيها بالكمبيوتر، مركز الأمن السيبراني هو المميز في المناهج الدراسية الرئيسية.
علق كبير مسؤولي العمليات في كلية ساوث غلوسترشير سترود اللتي قادت عملية إعادة التطوير: 
| محطة بيركلي للطاقة النووية | يجب أن تكون هذه أفضل نتيجة نهائية لعملية وقف تشغيل محطة طاقة نووية في أي مكان في العالم بأسره يمكن للطلاب اللذين تتراوح أعمارهم بين 14 عاما أو أكبر الإختيار من بين مجموعة واسعة من برامج التدريب واللتي تتضمن المهارات التقنية، وأمن الحاسوب( الأمن السيبراني)، والمؤهلات الاكاديمية أو المهنية، أصبحت الشركات تعمل بالفعل على تقنيات متجددة منخفضة الإنبعاث الكربوني،يعتبر المحور الرئيسي هو قاعة الهندسة الكهفية مع الإحتفاظ بالسمات الأصلية والفصول الدراسية وورش العمل حول المحيط يعطي إحساسا حقيقيا بالماضي مع إطلالة على نهر سيفرن. | محطة بيركلي للطاقة النووية |

تم فتح باب التسجيل رسميا لأول مرة لأول 100 طالب في الرابع من سبتمبر عام 2018، من المتوقع أن يصل عدد الطلاب إلى حوالي 1000 طالب في السنوات القليلة القادمة.
على مدار العشرين عاما التالية بدأت شغف العالم بالطاقة النووية بالتلاشي ولم تعد هنالك حاجة للبحوث المرتبطة بها أفرغ مركز البحوث وأوقف تشغيل العديد من المنشآت اللتي استخدمت للتجربة الإشعاعية، تليها عمليات الهدم وتنظيف الأرض.
بدأت سلطة تفكيك الطاقة النووية الملكية اللتي تم تأسيسها في عام 2005، في الإشراف على رفع جميع اللوائح ذات الصلة النووية اللتي حالت دون إعادة استخدام الموقع، ركزت الخيارات الأولية على هدم المنشآت بالجملة، بكلفة تقديرية بلغت 8 مليون جنيه إسترليني ،ثم تسويق الأراضي اللتي تم تطهيرها للإستخدام التجاري، في عام 2015 تم تأجير الأرض والمباني المتبقية إلى كلية ساوث غلوسترشير وسترود.
تعاونت الكلية وشركات التجديد المحلية للتوصل إلى تمويل وتأمين دعم حكومي إضافي لكلية ساوث غلوسترشير وسترود.

## روابط خارجية
- لقطات أرشيفية باللغة الإنجليزية لبناء وتشغيل المحطة.
- نقل الغلايات.